# Isla de Ro
Ro (en griego: Ρω) es una pequeña isla griega del archipiélago del Dodecaneso, en aguas del Mediterráneo oriental, situada muy cerca de la costa sur de Turquía. Forma parte del municipio de Megisti cuya sede está en la vecina isla de Kastellórizo.

## Historia
La isla sirvió como un eslabón en la cadena de observatorios militares del estado de Rodas. Junto con otros islotes de la región circundante, Ro fue objeto de una disputa de soberanía en la década de 1920 entre Turquía e Italia, que en ese momento estaba en posesión de Kastellorizo y las islas del Dodecaneso. La disputa se resolvió en un tratado de 1932, que asignó a Ro a la parte italiana. Finalmente tras la derrota de Italia en la Segunda Guerra Mundial,  quedó bajo soberanía griega en 1947, junto con las otras antiguas posesiones italianas en el Egeo.
Un pequeño fuerte que consta de una torre central rectangular, inicialmente de dos pisos, se encuentra en lo alto de una pequeña colina. Se conserva a una altura de aproximadamente 4 metros, construido con aparejo isódomo En el lado interior de las paredes hay un refuerzo de piedras redondeadas más pequeñas, mientras que las reparaciones y el mantenimiento deben haberse realizado durante la época bizantina. El doble recinto exterior junto con los fuertes muros atestiguan que el fuerte no era solo una sartén sino una importante posición estratégica. En el interior encontramos el tanque revestido con mortero hidráulico (kurasani). Data del siglo IV. p.ej. En los últimos años, cuenta la leyenda que Lambros Katsonis la utilizó como base.
Allí está el monumento de la famosa Dama de Ro, que fue la única habitante de la isla durante muchos años e izó la bandera griega todos los días durante décadas, hasta 1982, cuando falleció. Una copia del monumento está en Kastelórizo. Actualmente un pequeño destacamento del Ejército Griego, tiene el encargo de izar y arriar cada día la bandera griega, continuando así con la tradición de la Dama de Ro.
El 10 de abril de 2018, soldados griegos hicieron disparos de advertencia a un helicóptero turco que se acercaba a la isla. El helicóptero volaba a muy baja altura a altas horas de la noche con sus luces de navegación apagadas.